# Miłosz Manasterski
Miłosz Kamil Manasterski (ur. 1977) – dziennikarz, poeta, prozaik, publicysta, menadżer kultury, tłumacz poezji.

## Życiorys
Pochodzi z Kalisza. Opublikował dziesięć książek poetyckich, w tym dwie wydane za granicą (Chiny i Bułgaria) i zbiór felietonów Byłem ochroniarzem księdza Twardowskiego. Jego twórczość przełożono na 16 języków (m.in. chiński, jakucki, białoruski, węgierski, rumuński, ukraiński).
Pracę dziennikarza rozpoczął od Radia Centrum w Kaliszu i „Głosu Wielkopolskiego”, następnie prowadził audycje m.in. w Radio Konin, Radio 66 Konin, Ja-Radio Jarocin, Radio Classic FM Łódź, pisał do czasopism kulturalnych i społecznych. W latach 2017-2025 był redaktorem naczelnym portalu Agencja Informacyjna. Współpracował z portalem TVP Info, rzeczywistość polityczną i gospodarczą komentował w TVP Info, TVP Polonia, TVP3, Telewizji Republika, Polskim Radio 24, Poranku Rozgłośni Katolickich „Siódma9.pl” i Radio Plus.
Od 2012 do 2016 był dyrektorem Centrum Kultury w Łomiankach. Od 2015 pełni funkcję prezesa Związku Pisarzy Katolickich. Jest ponadto członkiem Komisji Rewizyjnej Związku Literatów na Mazowszu.
W czerwcu 2025 został odznaczony Krzyżem Kawalerskim Orderu Odrodzenia Polski. 

## Nagrody literackie
- Nagroda Nadnyskich Spotkań Literackich (1999).
- Nagroda za debiut książkowy Światowego Dnia Poezji UNESCO (2006).
- Nagroda Prezydenta Płocka (2009).
- Nagroda Redakcji „Poezji dzisiaj” – stypendium w Paryżu (2009).
- W 2016 r. otrzymał Award World Poetry Day UNESCO, w ramach której ukazał się jego wybór wierszy w języku polskim i angielskim Niebowidzenie / Skyseeing.
- Jego tom poezji Sepia otrzymał tytuł Książki 41. Międzynarodowego Festiwalu „Warszawska Jesień Poezji”.
- Tom wierszy Tuwim. Inspiracje został jedną z pięciu książek poetyckich roku 2013 według jury XXXVI Międzynarodowego Listopada Poetyckiego w Poznaniu.

W 2014 otrzymał tytuł „Człowieka zasłużonego kulturze” polonijnej organizacji Głos Polskiej Kultury w Wielkiej Brytanii.